# Post Malone
Austin Richard Post (Syracuse, New York, 1995. július 4. –), művésznevén Post Malone, amerikai rapper, énekes, dalszerző és zenei producer. Sokszínű énekhangjáról ismert, legnagyobb sikereit olyan stílusok, mint a hiphop, a pop, az R&B, illetve a trap keverésével érte el. Művésznevét egy online névgenerátor segítségével találta ki.
Karrierje 2011-ben kezdődött, az áttörést a 2015-ös White Iverson jelentette, ami 14. helyet ért el a Billboard Hot 100-on. Ezt követően aláírt a Republic Records kiadóval és 2016-ban kiadta a Stoney című stúdióalbumát, amin szerepelt a gyémánt minősítésű Congratulations, Quavo közreműködésével, ami megdöntötte a rekordot a Billboard Top R&B/Hip-Hop Albums slágerlistán leghosszabb ideig szereplő dalként (77 hét). Második albuma, a Beerbongs & Bentleys (2018) első helyen debütált a Billboard 200-on és több rekordot is megdöntött. Szerepelt rajta a szintén listavezető Rockstar (21 Savage közreműködésével) és Psycho (Ty Dolla Sign közreműködésével) kislemezek. A lemezt jelölték az Év albuma díjra a 61. Grammy-gálán.
Harmadik listavezető dala, a Sunflower volt az első promóciós dal és kislemez a Pókember: Irány a Pókverzum! film filmzenei albumáról és szerepelt az előadó Hollywood’s Bleeding (2019) nagylemezén. A dalhoz hasonlóan az album is elérte a slágerlisták első helyét. A Circles kislemez is első lett, megdöntve a rekordot a legtöbb (39) hétért a Hot 100 első tíz helyén. Negyedik albuma, a Twelve Carat Toothache 2022 júniusában jelent meg olyan slágerekkel, mint az I Like You (A Happier Song), Doja Cat közreműködésével és a One Right Now a the Weeknddel. Ötödik stúdióalbumát, az Austint 2023 júliusában adta ki, ami hasonlóan sikeres lett, leginkább a Chemical kislemeznek köszönhetően. Hatodik lemezén, a F–1 Trillionön szintén szerepelt egy listavezető dal, az I Had Some Help.
A legsikeresebb előadók közé tartozik, közel 80 millió példány kelt el műveiből. Nyolc dala is gyémánt minősítést kapott az Amerikai Hanglemezgyártók Szövetségétől, ami rekordnak számít és a The Diamond Collection (2023) válogatásalbumon összegyűjtve jelentek meg. Sok díjat nyert el, többek között 10 Billboard Music Awards-, 3 American Music Awards-, és egy MTV Video Music Award-díjat. Kilenc Grammy-jelölést kapott karrierje során és több Billboard-rekordot is tart.

## Élete és karrierje

### Ifjúkora
Austin Richard Post 1995. július 4-én született a New York állambeli Syracuse-ban. Indián felmenőkkel rendelkezik. Austint az édesapja, Rich Post és mostohaanyja, Jodie nevelte. Édesapja fiatal korában lemezlovas volt, és ő vezette be Postot különféle zenei stílusok világába, mint például hiphop, country és rock. Mikor Post kilencéves volt, a család a texasi Grapevine-be költözött, miután édesapja a Dallas Cowboys csapat menedzsere lett. Post ezek után gitározni kezdett, majd 2010-ben elment egy meghallgatásra a Crown the Empire-hez, ahol nem járt sikerrel, mivel elpattant a gitárjának húrja a meghallgatás alatt. Elmondása szerint a Guitar Hero volt az a videójáték, ami miatt elkezdett gitározni és érdeklődni a gitározás iránt.
Post szerint az első komolyabb lépése a zenébe akkor történt, amikor egy heavy metal együttesben zenélt. Ezután a rock- és a hip-hop irányzatot is kipróbálta, mielőtt még elkezdett tapasztalatokat gyűjteni az FL Studio-nál.

### 2011–2017: karrierje kezdete és aStoney

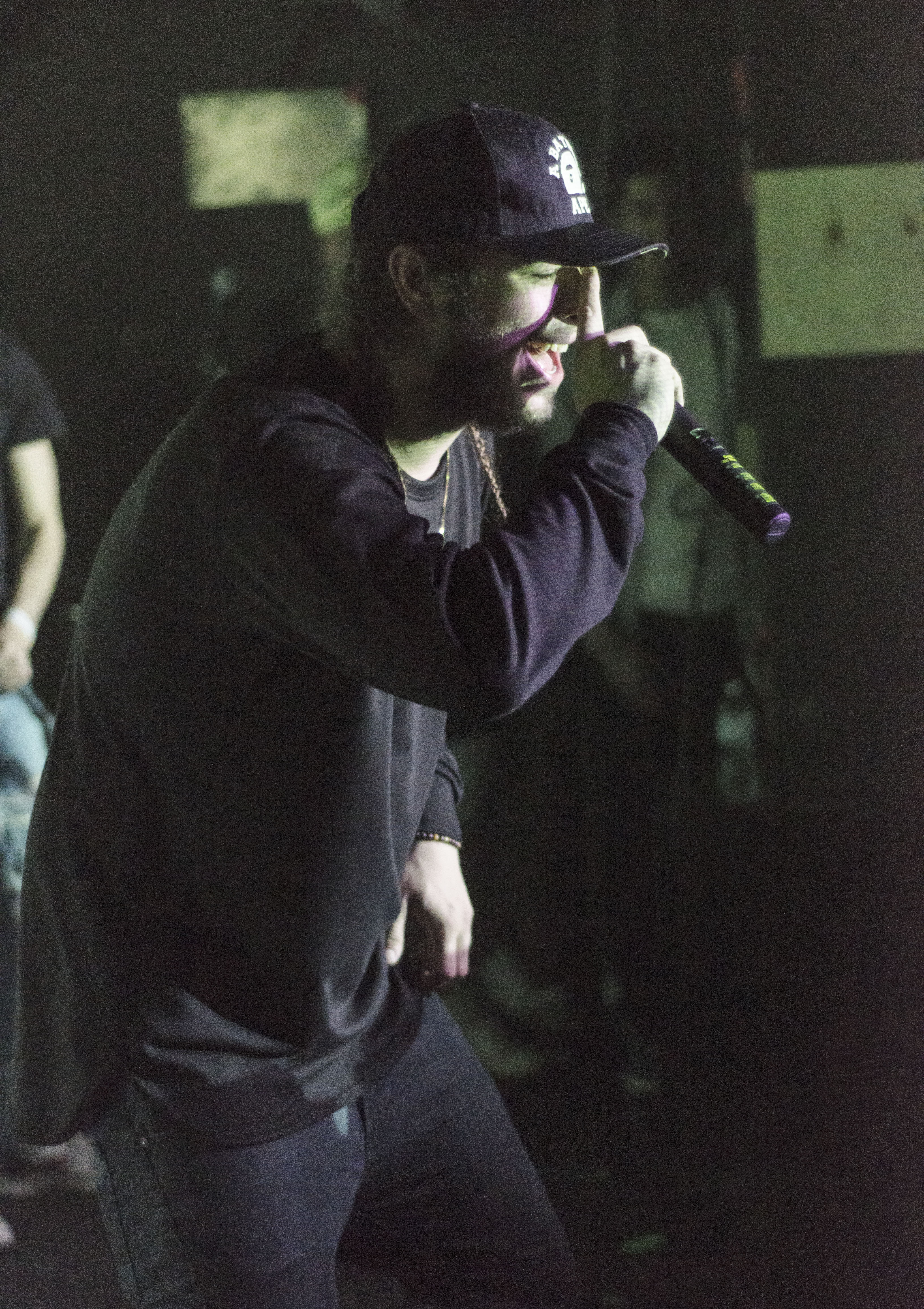
Egy 2015-ös koncertjén

Elmondása szerint 14-15 éves korában választotta a Post Malone nevet. Először azt gondolták, hogy a Malone névnek köze lehet a kosárlabdázó Karl Malone-hez, de később elmagyarázta, hogy Post a vezetékneve, a Malone-t pedig egy „rap névgenerátor” segítségével alkotta. 16 évesen az Audacity segítségével megalkotta első mixtape-jét, a Young and After Them Riches-t. Tinédzserként a Chicken Express-nél dolgozott.
Post beiratkozott a Tarrant Country College-be, de nem sokkal ezután távozott onnan. Miután elhagyta az iskolát, Los Angelesbe költözött egy régi barátjával, Jason Probst-al, egy profi videójáték-streamerrel.
A költözés után Post, Probst, valamint számos más előadó és producer megalapította a BLCKVRD formációt, és együtt készítettek zenét. Az együttes számos tagja, köztük Post is egy közös házba költözött a San Fernando Valley-ben. Míg ott élt, találkozott az FKi producerduóval, valamint Rex Kudóval, aki Post néhány számának, köztük a White Iversonnak is a producere volt. A dalt Post már a megírása után két nappal felvette. A White Iverson részben utal Allen Iverson professzionális kosárlabdázóra. 2015 februárjában a dal fel lett töltve Post Malone SoundCloud-accountjára. Július 15-én megjelent a zenei videó a White Iversonhoz. A kislemezt többek között Mac Miller és Wiz Khalifa is dicsérte, de Earl Sweatshirt gúnyosan kritizálta.
Miután a White Iverson egy hónappal a megjelenése után elérte az egymilliós megtekintési számot, Postra felfigyelt több lemezkiadó is. 2015 augusztusában Post végül a Republic Recordshoz szerződött. Ennek következtében olyan előadókkal dolgozott együtt, mint 50 Cent, Young Thug, Kanye West, és még sokan mások. Augusztusban fellépett Kylie Jenner születésnapi rendezvényén, ahol találkozott Kanye Westtel, aki élvezte a zenéjét, és felkérte őt, hogy dolgozzon vele együtt a Fade kislemezén. Post később Justin Bieberrel is összebarátkozott, és nyitó előadója lett Bieber Purpose World Tour turnéjának. 2016. április 20-án Post előadta új kislemezét, a Go Flexet Zane Lowe Beats 1 showján.

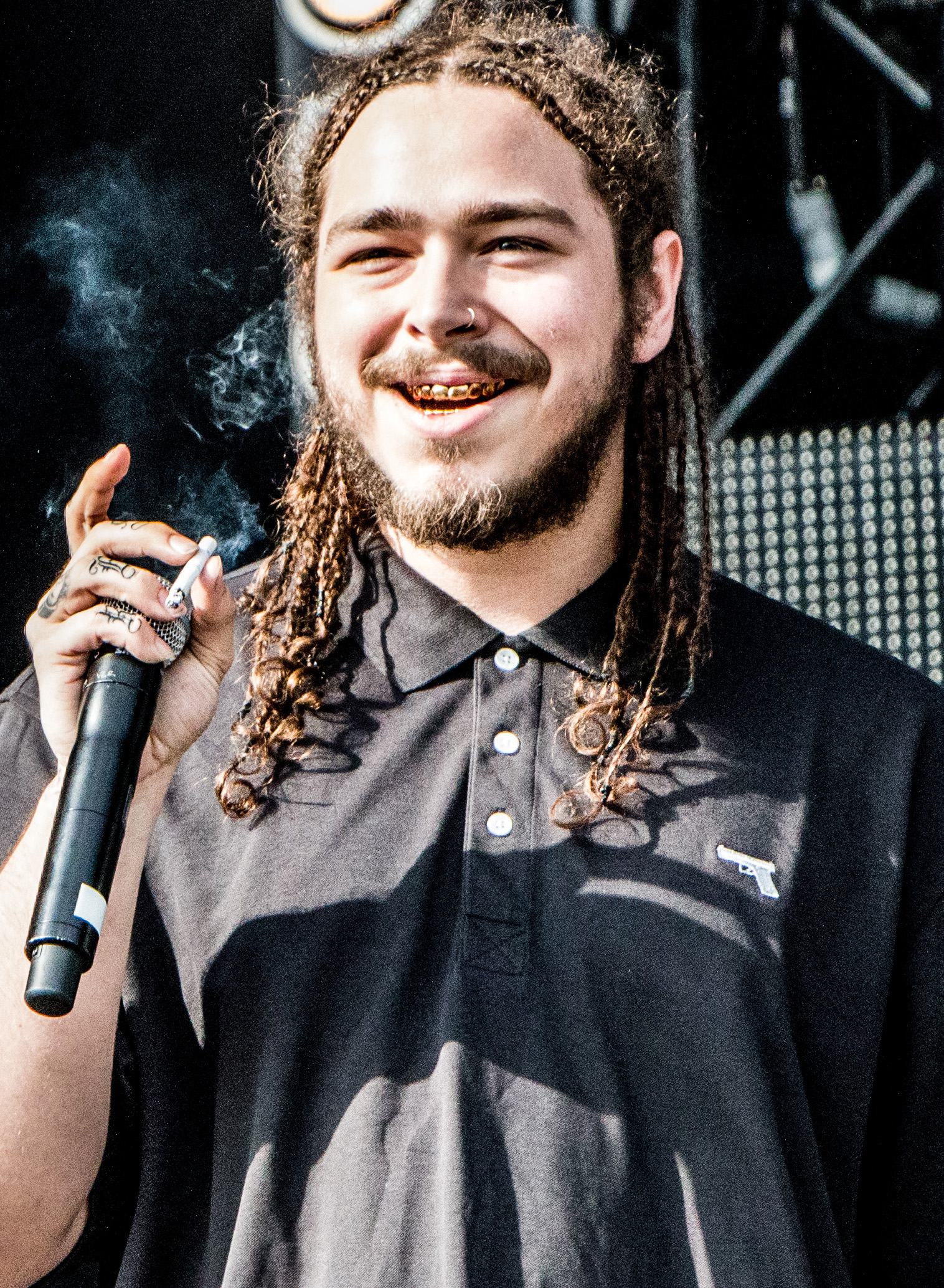
2016-ban a VELD Zenei Fesztiválon

2016. május 12-én megjelentette az első nagyobb projektjét, egy mixtape-et August 26 néven, amely utalás a debütáló albumának megjelenésére. Június 9-én Post a televízióban is megjelent, a Jimmy Kimmel Live! talkshowban adta elő a Go Flexet.
2016 júniusában a XXL hiphopmagazin főszerkesztője, Vanessa Satten felfedte, hogy a XXL „2016 Freshmen Class” magazin borítóján Post Malone fog szerepelni, de „azt mondta a rajongói tábora, hogy ő nem fordított nagy figyelmet a hiphopra. Ő inkább a rock/pop/country irányzatot követi.” Post azonban tagadta ezeket a kijelentéseket, arra hivatkozva, hogy a legutolsó mixtape-je és a hamarosan megjelenő debütáló nagylemeze is hip-hop stílusirányzatú. Augusztusban Post bocsánatkérésként bejelentette, hogy albuma később fog megjelenni. November 4-én a Stoney elérhetővé vált előrendelésre, majd december 9-én hivatalosan is kiadásra került. Annak ellenére, hogy a Quavo közreműködésével készített Congratulations kislemez a Billboard Hot 100-as listáján elérte a 8. helyet, Post „középszerűnek” nevezte az albumot. A szintén a Stoney-n szereplő I Fall Apart és Deja Vu kislemezek előkelő helyezést értek el a slágerlistákon, míg maga az album 2017 októberében dupla platina minősítést kapott az RIAA-től.

### 2017–2019:Beerbongs & Bentleysés aHollywood’s Bleeding
2017 februárjában Post felfedte következő projektje címét, a Beerbongs & Bentleys-t, amely decemberre volt kiadásra tervezve, de az végül 2018-ra csúszott. Szeptemberben Post megjelentette az első kislemezt az albumról, a 21 Savage közreműködésével készített Rockstar-t. A dal a Billboard Hot 100 élén debütált, és ott is maradt nyolc egymást követő héten keresztül. A Rolling Stone Postot ezután „az ország egyik legnépszerűbb zenészének” nevezte 2017-ben. Novemberben a Rockstar-hoz megjelent a hivatalos zenei videóklip Emil Nava rendezésével.
2018. február 20-án Post bemutatta új kislemezét, a Psychót, amelyben közreműködik Ty Dolla Sign. A dal február 23-án jelent meg, és egy 21 Savage-dzsel közös turné is bejelentésre került. A Psycho a Hot 100 második helyén debütált, és ez lett a harmadik olyan dala, amely bekerült a lista legjobb 10 helyezettje közé. Április 5-én Post Malone bejelentette, hogy a Beerbongs & Bentleys április 27-én jelenik meg. Még ugyanazon a napon előadta a Stay dalát Nashville-ben. A megjelenés napján az album világszerte 78,7 millió meghallgatást ért el a Spotify-on, ezzel rekordot állított fel. A Beerbongs & Bentleys a Billboard 200-as listájának élén debütált, és négy nap múlva platina minősítést kapott, három dallal a Hot 100 legjobb tíz dala között, és hat dallal a legjobb húsz között.
Egy interjúban a Billboard magazinnal 2018 májusában Post menedzsere azt nyilatkozta, hogy Post tervezi elindítani saját lemezkiadóját és filmgyártóját. Később a Billboard Music Awards díjátadón elnyerte a Top Rap Song díjat a Rockstar-ral. Júniusban Post megerősítette, hogy már dolgozik a harmadik albumán, és egy általa, a texasi Dallasban szervezett fesztivált is bejelentett „Posty Fest” néven, amely október 28-án került megrendezésre, és fellépett Travis Scott is.
Augusztusban Post megdöntötte Michael Jackson 34 éve tartó rekordját, miszerint Stoney albuma már 77 hete volt a Billboard Top R&B and Hip-Hop Albums listáján, utolérve ezzel Jackson Thriller-jét, amely 76 hetet töltött a listán. Egy Mac Millerrel közös album is bejelentésre került; ez azonban nem jelent meg Miller időközbeni halála miatt. A The Tonight Show Starring Jimmy Fallon talkshowban történt megjelenésekor Post előadta a Swae Lee-vel közösen készített Sunflower-t, amely a Pókember: Irány a Pókverzum! egyik betétdala lett. 2018 novemberében bejelentésre került, hogy Post már veszi fel a harmadik stúdióalbumán található dalokat az utahi otthonában.
Postot 4 díjra jelölték a 61. Grammy-díjátadó gálán a Beerbongs & Bentleys albumáért, mint az év albuma és az év felvétele. A 2019. február 10-i átadóünnepségen a Red Hot Chili Peppersszel lépett fel. Júliusban megjelentette a Goodbyes-t Young Thug közreműködésével, és egy Runaway Tour-t is bejelentett, amelynek Swae Lee a nyitóelőadója. Augusztus 5-én Post megosztott egy részletet egy kiadatlan dalából, a Circles-ből a YouTube-on, majd később előadta azt a Bud Light: Drive Bar koncerten, és bejelentette, hogy a hivatalos dal a rákövetkező héten jelenik meg. Még azon a napon, és még előtte is, július 25-én a Cheyenner Fronties Days-en bejelentette harmadik albumának szeptemberi érkezését. Augusztus 26-án Post a Twitteren bejelentette, hogy a Hollywood’s Bleeding szeptember 6-án jelenik meg. Az album a Billboard 200 élén debütált, és 489 ezer példányban kelt el az első héten.

### 2020–2022: aTwelve Carat Toothache
2020. március 12-én tartotta koncertje az utolsó nagy beltéri esemény volt az Egyesült Államokban, mielőtt a Covid19-pandémia miatt azokat betiltották. Kritizálták, amiért nem mondta le a fellépést, majd még a koncert napján elhalasztották a turné hátralévő részét.
2020. április 24-én Malone bejelentette, hogy elkezdett dolgozni következő lemezén. A hónap végén otthonából előadott több Nirvana-dalt is, élő adásban. Vele együtt volt Travis Barker, Brian Lee és Nick Mac. Az adás több, mint 5 millió dollár bevételt hozott a Egészségügyi Világszervezet jótékony szervezetének. A Nirvana tagjai, Krist Novoselic és Dave Grohl is méltatták a fellépést, illetve Kurt Cobain volt felesége, Courtney Love is.
2020 júniusában Malone közreműködött Tyla Yaweh Tommy Lee című dalán. 2021. április 30-án pedig helyet kapott DJ Khaled tizenkettedik albumán, a Khaled Khaledon, az I Did It dalon, DaBaby-vel, Megan Thee Stallionnal és Lil Baby-vel együtt.
2021. július 9-én kiadta Motley Crew című kislemezét egy videóklippel. A videót Cole Bennett rendezte. November 5-én megjelentette a One Right Now kislemezt a the Weeknddel, ami az első dal volt következő albumáról. 2022. január 26-án bejelentette, hogy negyedik stúdióalbumának címe Twelve Carat Toothache lesz, majd áprilisban azt, hogy június 3-án jelenik meg. A második kislemezt három héttel az előtt adta ki, Cooped Up címen.
2022. május 14-én előadta a Cooped Upot és az akkor még kiadatlan Love/Hate Letter to Alcoholt Roddy Ricch-csel és a Fleet Foxes-zal, a Saturday Night Live műsorán. Malone korábban megerősítette, hogy dolgozott az együttes frontemberével, Robin Pecknolddal egy dalon.

### 2023–napjainkig: azAustinés azF–1 Trillion
2023 áprilisában Malone bejelentette, hogy egy új projekten dolgozik és április 14-én kiadta a Chemical című kislemezt tervezett ötödik albumáról. Miután első előadóként nyolcadik dala is gyémánt minősítést kapott az Amerikai Hanglemezgyártók Szövetségétől, bejelentette, hogy április 21-én kiadja a dalok gyűjteményét, a The Diamond Collection című válogatásalbum részeként. 2023. április 21-én közreműködött YoungBoy Never Broke Again hatodik albumán, a What You Say dalon.
Májusban bejelentette ötödik lemeze, az Austin megjelenését, időpontját július 28-ra helyezte. Az album második kislemeze 2023. május 19-én jelent meg Mourning címen. A lemez harmadik kislemeze az Overdrive címet viselte és néhány héttel az album megjelenése előtt adták ki.
2024. február 5-én megjelenésre került Taylor Swift The Tortured Poets Department albumának számlistája, amin látható volt, hogy Post közre fog működni a Fortnight című dalon. Az énekes ezt később saját közösségi média oldalain is megerősítette.
2024. február 11-én fellépett a Super Bowl LVIII előtt, előadva az America the Beautiful dalt.
2024. augusztus 16-án jelent meg F–1 Trillion című stúdióalbuma, ami az énekes első countrylemeze.

## Magánélete
Malone Cottonwood Heights-ban él, Utah-ban, ahol egy 1180 m2-es háznak a tulajdonosa. 2018. szeptember 1-én kirabolták korábbi kaliforniai otthonát. 2018 novemberéig tartó három éves kapcsolatban volt Ashlen Diazzal.
2018. augusztus 21-én felszállt egy repülőgépre Teterboro-i repülőtéren, ami Londonban szállt volna le. 10:50-kor felszállás közben a gép kerekei kilyukadtak, aminek következtében átirányították és kényszerleszállást hajtott végre a Stewart nemzetközi repülőtéren. Miután biztonságosan földet ért, a következőt írta Twitteren: „leszálltam srácok. köszönöm az imáitokat. nem hiszem el mennyien akartak halottan látni ezen a weboldalon. basszátok meg. nem ma.” 2018. szeptember 8-án autóbalesetet szenvedett 3:30-kor, mikor fehér Rolls-Royce-ában utazott a kaliforniai Santa Monicában. A balesetben többen is kisebb sérülést szenvedtek.
2022 májusában bejelentette, hogy meg fog születni első gyermeke. Júniusban megosztotta, hogy eljegyezte barátnőjét és megszületett a lányuk.
Jelenleg 79 tetoválása van, amik közül többet is ő készített saját magának.

### Egészsége
2020 márciusában megjelent egy videó, amiben az énekes elesett és furcsán viselkedett a színpadon, miközben előadta I Fall Apart című dalát, ami rajongóit aggasztotta. Malone később azt mondta, hogy nem használ drogokat és egész életében most érzi legjobban magát. Menedzsere, Dre London is azt mondta, hogy nincs indok arra, hogy aggódjanak az előadó egészsége miatt és, hogy a viselkedése része volt a koncertnek. Malone apja, Richard Post is megszólalt a viselkedésével kapcsolatban, azt mondva, hogy „nem akarok úgy tűnni, mint aki teljesen elhessegeti az aggódókat. Őszinteségetek és kedvességetek Austinnal nagyon szívmelengető és értékelt.”
2022-es interjújában Howard Sternnel Malone megosztotta, hogy sokáig alkoholista volt, de menyasszonya segítségével felépült.

### Politikai nézetei
Van egy tetoválása John F. Kennedy amerikai elnökről, aki szerinte az egyetlen elnök volt, aki felszólalt a korrupció ellen az országban. Mikor megkérdezték, hogy fellépne-e Donald Trump beiktatásán 2017-ben, azt mondta, hogy nem ellenezné azt, de szerinte se Trump se Hillary Clinton nem megfelelő az elnöki pozícióra. A kampányok során Bernie Sanders-t támogatta.
Malone később, 2017-ben azt mondta, hogy kifejezetten nem kedveli Trumpot. Ugyanebben a Rolling Stone-interjúban elmondta, hogy nagy fegyvergyűjteménye van és szerinte az amerikai emberek joga, hogy ezeknek tulajdonában legyenek. Többször is kifejezte érdeklődését összeesküvés-elméletekkel kapcsolatban: „Annyi minden őrültség van, amit nem tudunk megmagyarázni.” 2018-ban azt mondta, hogy „A legnagyobb hazugság a világon az amerikai kormány. Egy kibaszott valóságshow és szerintem a mi generációnkban nagyon sok furcsa dolog fog történni, ami megváltoztatja hogyan nézünk a világra.”

## Diszkográfia
Stúdióalbumok
- Stoney (2016)
- Beerbongs & Bentleys (2018)
- Hollywood’s Bleeding (2019)
- Twelve Carat Toothache (2022)
- Austin (2023)
- F–1 Trillion (2024)

Válogatásalbumok
- The Diamond Collection (2023)

Mixtape-ek
- August 26th (2016)

## Turnék

### Headliner
- Hollywood Dreams Tour (2016)
- Stoney Tour (2017)
- Beerbongs & Bentleys Tour (2018–2019)
- Runaway Tour (2019–2020)
- Twelve Carat Tour (2022–2023)
- If Y’all Weren’t Here, I’d Be Crying Tour (2023)

### Nyitófellépő
- Fetty Wap – Welcome to The Zoo Tour (2016)
- Justin Bieber – Purpose World Tour (2016)
- Future – Future Hndrxx Tour (2017)
- Red Hot Chili Peppers – Global Stadium Tour (2023)

## Filmográfia
| Év   | Cím                          | Szerep             | Megjegyzések |
| ---- | ---------------------------- | ------------------ | ------------ |
| 2018 | Pókember: Irány a Pókverzum! | Brooklyn Bystander | Cameoszerep  |
| 2020 | Spenser Confidential         | Squeeb             |              |
| 2021 | Egy igazán dühös ember       | rabló              |              |
| 2022 | Runaway                      | Önmaga             |              |
| 2024 | Országúti diszkó             | Carter             |              |
| 2024 | Dear Santa                   | Önmaga             |              |

| Év        | Cím                 | Szerep | Megjegyzések                                                 |
| --------- | ------------------- | ------ | ------------------------------------------------------------ |
| 2017      | FishCenter Live     | Önmaga | Fellépő vendég                                               |
| 2017–2019 | FishCenter Live     | Önmaga | Zenei vendég, 2 fellépés                                     |
| 2018      | Ghost Adventures    | Önmaga | The Slaughter House epizód                                   |
| 2022      | Saturday Night Live | Önmaga | Zenei vendég; 47. évad, 20. epizód: Selena Gomez/Post Malone |